# Pīr Emām
Pīr Emām (persiska: پير امام) är en ort i Iran.   Den ligger i provinsen Lorestan, i den centrala delen av landet, 400 km sydväst om huvudstaden Teheran. Pīr Emām ligger 1 658 meter över havet och antalet invånare är 503.
Terrängen runt Pīr Emām är bergig åt sydväst, men åt nordost är den kuperad. Pīr Emām ligger nere i en dal som går i öst-västlig riktning. Runt Pīr Emām är det ganska glesbefolkat, med 29 invånare per kvadratkilometer. Pīr Emām är det största samhället i trakten. Trakten runt Pīr Emām består i huvudsak av gräsmarker.